# Pincherlepolynom
Inom matematiken är Pincherlepolynomen Pn(x), introducerade av Salvatore Pincherle 1891, en serie polynom som definieras som koefficienterna av deras genererande funktion.
{\displaystyle \displaystyle (1-3xt+t^{3})^{-1/2}=\sum _{n=0}^{\infty }P_{n}(x)t^{n}.}
Humbertpolynomen är en generalisering av Pincherlepolynomen.